# 椎名橙
椎名 橙（しいな だい、8月21日 - ）は、日本の漫画家。東京都出身。白泉社の漫画雑誌『花とゆめ』の作家陣の一員。
『満身創痍のふたり』で第318回HMC（花とゆめまんが家コース）努力賞（2002年）を、『彼岸にて』で第41回BC賞（ビッグチャレンジ大賞）佳作（2002年）を、『不思議のマリア君』で第34回白泉社アテナ新人大賞デビュー優秀者賞（2009年）をそれぞれ受賞。

## 作品リスト

### 連載・単行本
- 不思議のマリア君（『花とゆめ』2008年 - 2010年、全2巻）
- 嵐とドクター（『花とゆめ』2010年 - 2011年、全1巻）
- それでも世界は美しい（『花とゆめ』2009年 - 2020年、全25巻）
- 小竹さんと向原くん -椎名橙短編集-（2014年、『花とゆめ』、白泉社、全1巻）
- 輝ける星（『花とゆめ』2023年2号[2] - 2023年5号[3]） - 短期集中連載[4]。
- 秘密と花園（『花ゆめAi』Vol.63 - 、既刊1巻）[5]

### 読み切り
- 満身創痍のふたり（『ザ花とゆめ』2002年8月1日号）
- 彼岸にて（『ザ花とゆめ』2003年2月1日号）
- 60か月（『ザ花とゆめ』2003年4月1日号）
- 君にいい日（『ザ花とゆめ』2003年6月1日号）
- 世界をのせて（『別冊花とゆめ』2003年9月号）
- バイバイゲーム（『別冊花とゆめ』2004年1月号）
- レムの森（『ザ花とゆめ』2004年4月1日号）
- 君は惑星（『ザ花とゆめ』2004年10月1日号）
- ナキムシ アメフラシ（『ザ花とゆめ』2004年12月1日号）
- 花いちもんめ（『ザ花とゆめ』2005年6月1日号）
- 通学路。（『花とゆめ』2006年14号）
- さよならポーラリス（『ザ花とゆめ』2007年1月25日号）
- パパ ユーア クレイジー/1（『別冊花とゆめ』2007年6月号）、2（『別冊花とゆめ』2007年10月号）
- 小竹さんと向原くん（『ザ花とゆめ』2007年7月25日号）
- 山田と水平線（『ザ花とゆめ』2007年9月25日号）
- ワールドエンドガーデン（『ザ花とゆめ2008年』3月25日号）
- 道草。（『ザ花とゆめ』2008年7月25日号）
- フギット・アモール（『ザ花とゆめ』2013年9月1日号）
- 5回転生（『ザ花とゆめ』2021年12月1日号[6]、2022年3月1日号[7]） - 前後編[6]